# 초장기선 간섭 관측법
초장기선 간섭 관측법(Very Long Baseline Interferometry, VLBI, e-VLBI) · 초장기선 간섭계(超長基線干涉計) · 극대배열 전파망원경은 광선의
간섭 작용을 이용하여 천체를 관측하는 간섭법의 거대 방식이다. 멀리 떨어진 전파 망원경들을 이용하여 천체의 위치를 얻어낸다. 망원경이 멀수록 공간 해상도가 높아 지구 크기의 전파 망원경 효과 구현도 가능하다.

## 같이 보기
- KVN